# Nelson Cancela
Nelson Cancela (Montevideo, 21 ottobre 1929) è un ex calciatore uruguaiano.

## Carriera
Attaccante uruguaiano dotato di buon fisico e tecnica, viene chiamato dall'Atalanta per sostituire Poul Aage Rasmussen. Tuttavia fatica ad ambientarsi a causa delle sue movenze lente ed inadatte al calcio italiano, tanto che tornò in patria al termine della stagione, nella quale collezionò soltanto un gol e nove presenze in Serie A.

## Palmarès

### Club

#### Competizioni nazionali
- Campionato uruguaiano: 2

Nacional: 1955
Penarol: 1958